# 1660.
1660. je sedmo desetletje v 17. stoletju med letoma 1660 in 1669. 